# Tini
Martina Stoessel, přezdívaná pod uměleckým jménem jako Tini, je argentinská zpěvačka, skladatelka, herečka, tanečnice a modelka, která si získala mezinárodní popularitu díky své debutové roli Violetty Castillo v argentinské telenovele Violetta vysílané na Disney Channel, v němž ztvárnila postavu hlavní role. Od roku 2016 se věnuje sólové kariéře pod uměleckým jménem TINI. Stala se jedinou umělkyní, která kdy měla zcela vyprodaných devět svých show v argentinské aréně Estadio Luna Park. V roce 2020 byla jmenována podle žebříčku Billboard, argentinským umělcem roku (Billboard's Argentina artist of the year) a argentinským umělcem číslo 1 na platformě Spotify.

## Životopis
Narodila se 21. března 1997 v Buenos Aires jako dcera televizního producenta a režiséra Alejandra Stoessela a Mariany Stoessel (rozené Muzlera). Má o rok staršího bratra Francisca. V mládí ve svém rodném městě navštěvovala tři roky hereckou školu, kde studovala herectví, zpěv a tanec. Vzdělání získala na dvou soukromých dvoujazyčných školách: Colegio San Marcos a Colegio Martín y Omar de Isidro.
Bydlí se svými rodiči a bratrem v Buenos Aires (Argentina). Mluví plynně španělsky, italsky a anglicky. Miluje zvířata, aktuálně má doma 5 psů: Olga, Rosa, Berta, Bancio a Mia. Mezi lety 2013–2015 chodila s Petrem Lanzanim. Na natáčení jejího videoklipu k singlu „Great Escape“ se seznámila s argentinským modelem Pepem Barroso Jr., se kterým začala chodit od roku 2016. Vztah ukončili v létě 2018. Od roku 2019 chodila se Sebastianem Yatrou, konec vztahu oznámili společně v květnu 2020 zprávou na Twitteru. Od roku 2022 chodí s argentinským fotbalistou Rodrigem de Paulem.V létě 2023 se rozešli. V roce 2025 svůj vztah opět obnovili a zasnoubili se v Maroku.

## Kariéra

### 2007–2011: Kariéra v dětství
V roce 2007 získala ve svých 10 letech roli jménem „Martina“ v první sérii populární argentinské dětské telenovely, Patito Feo (Ošklivé káčátko). Ve této sérii také hrála roli „Anny“ v záběru do minulosti.
V roce 2011 nahrála španělskou verzi písně „The Glow“ od Shannon Saunders s názvem „Tu Resplandor“; která byla zařazena do Disneyho alba „Disney Princess: Fairy Tale Songs“. Dne 31. prosince 2011 hrála na akci pro Disney Channel Latin America píseň nazvanou Celebratón.

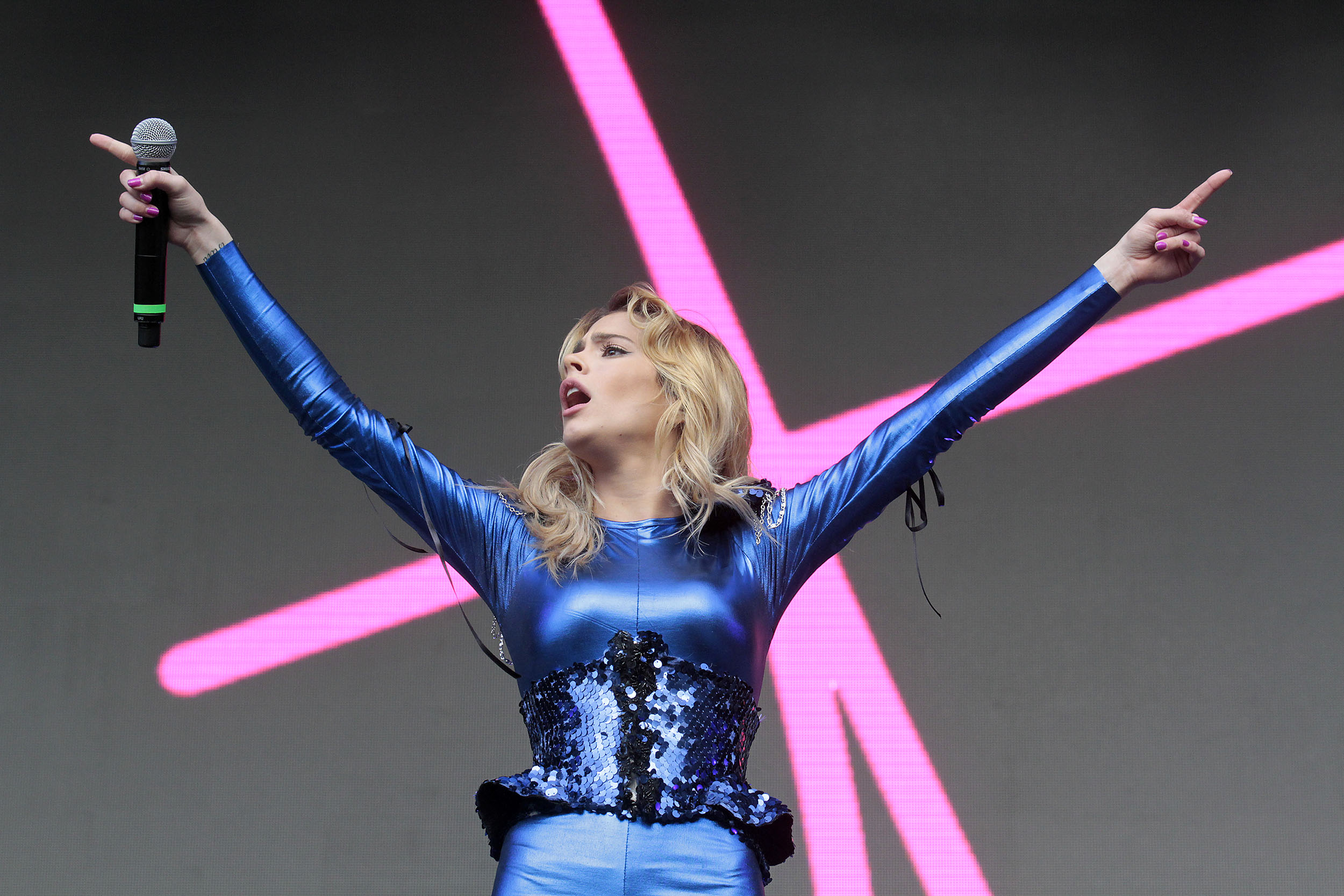
Martina Stoessel během koncertu v Buenos Aires, 2014.

### 2012–2014: Průlom sViolettou
Na konci roku 2011, po intenzivním castingu, získala Martina hlavní roli Violetty Castillo v seriálu Violetta – vysílaný na Disney Channel v Latinské Americe, Evropě a Africe První sezóna byla zahájena v Argentině v roce 2012. Martina hrála Violettu Castillo ve všech tří sezónách seriálu. K seriálu nazpívala ve španělštině úvodní píseň „En mi mundo“, která byla vydána 5. dubna 2012 jako singl na propagaci seriálu. Následně nahrála i italskou verzi „Nel Mio Mondo“ a anglickou verzi „In My Own World“. Obě písně byly použity jako znělka pro seriál na mezinárodních televizních kanálech. K seriálu bylo nahráno i spousta dalších písní. Za roli Violetty Castillo získala Martina ocenění jako ženský objev v soutěži 2012 Kids Choice Awards v Argentině. Byla také nominována v Nickelodeon Kids Choice Awards v kategorii „Oblíbený latinskoamerický umělec“.
Dne 10. srpna 2013 se spolu s ostatními herci ze seriálu Violetta zúčastnila charitativní akce UNICEF v televizním pořadu Un Sol para los Chicos (přeloženo do češtiny „Slunce pro děti“), kde zpívala písničky „Ser mejor“ a „En Mi Mundo“. V roce 2013 nahrála španělskou a italskou verzi populární písně „Let It Go“ z animovaného filmu společnosti Disney s názvem Frozen (v české verzi Ledové království) (písně vyšly pod názvy názvem „Libre Soy“ a „All' Alba Sorgerò“).
Od roku 2012 do roku 2014 se podílela na nahrávání hudebních alb ze všech tří sérií Violetta a na televizních pořadech U-Mix show a Disney planeta pro Disney v Latinské Americe. V roce 2014 dabovala španělskou verzi filmu Monsters University (Univerzita pro příšerky). V květnu 2014 vydala svou první knihu, biografii s názvem „Simplemente Tini“, která byla vydána i v Česku v květnu 2016 s názvem „Říkejte mi Tini“. V září 2014 Martina vystupovala na charitativním fotbalovém zápase Partido Interreligioso por la Paz, kde zpívala píseň „Nel Mio Mondo“ a cover verzi písně Johna Lennona „Imagine“.

### 2015–2017:Tini: Violettina proměnaa sólová kariéra

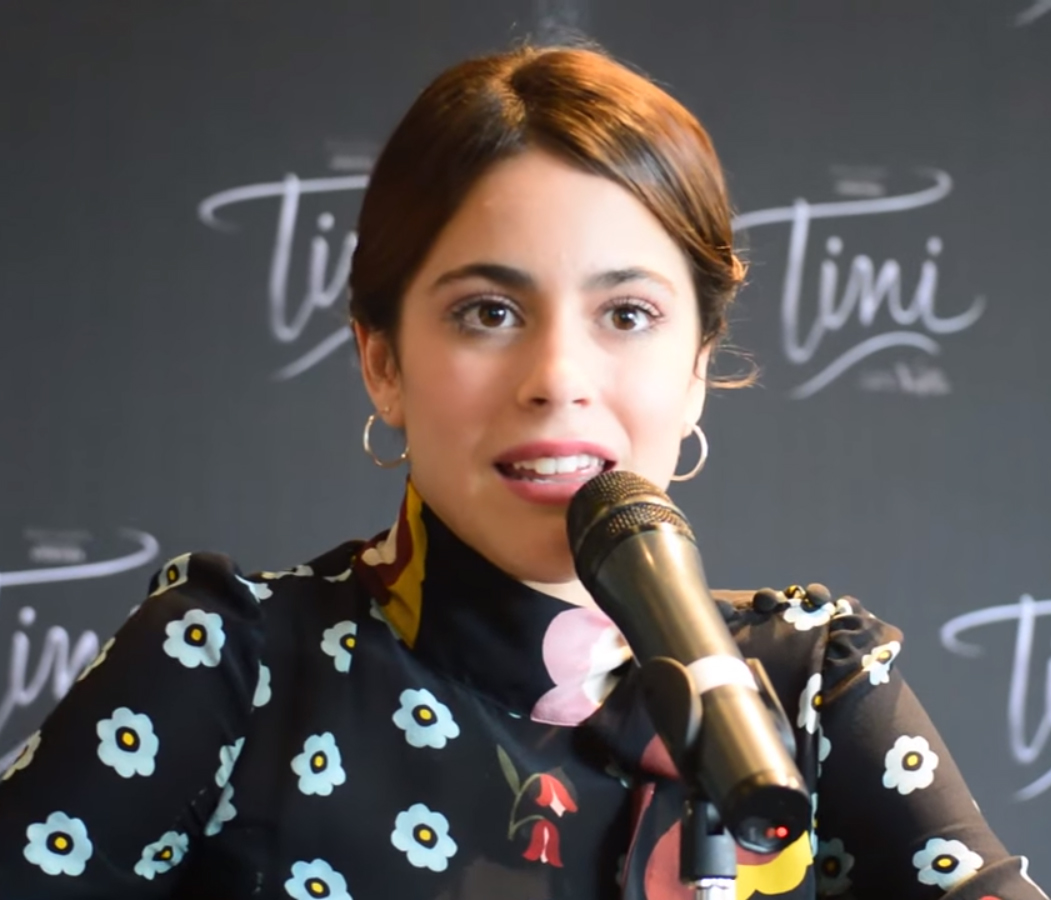
Stoessel na tiskové konferenci k filmu Tini: Violettina proměna v roce 2016.

Tini a někteří herci ze seriálu Violetta natočili film Tini: Violettina proměna (originální název Tini: El Gran Cambio de Violetta). Film byl natočen během přestávky turné Violetta Live. Natáčení bylo zahájeno 7. října 2015 a skončilo v polovině prosince 2015. Film se natáčel na Sicílii, Cádiz, Španělsku, Madridu a Buenos Aires. První teaser vyšel v 21. prosince 2015 a samostatný trailer byl vydán 23. března 2016. Film byl vysílán v některých latinskoamerických a evropských zemích a v Česku v roce 2017 na televizní stanici HBO.
Dne 21. srpna 2015 bylo oznámeno, že Martina podepsala nahrávací smlouvu s Hollywood Records pod uměleckým jménem „TINI“. Během prvních tří měsíců roku 2016 natočila své debutové album v Los Angeles, Kalifornii. Debutové album Tini vyšlo celosvětově na digitálních a fyzických kopiích dne 29. dubna 2016. Album obsahuje dva disky – první disk písně z filmu Tini: Violettina proměna a druhý disk sólové písně v angličtině a španělštině. Tini oznámila, že „Siempre brillarás“ se stala úvodní písní filmu Tini: Violettina proměna. Píseň vyšla 25. března 2016 a vyšla i její anglická verze pod názvem „Born to Shine“. Videoklip k písni „Siempre Brillarás“ představovat pak scény z filmu Tini: Violettina proměna. Dalším videoklip k písni „Losing the Love“ k filmu byl zveřejněn 6. května 2016. Dne 24. června 2016 Tini vydala „Yo me Escaparé“, španělskou verzi písně „Great Escape“, videoklip k písni byl natočen v Buenos Aires a vyšel 4. července 2016. V říjnu 2016 vydala píseň „Ya No Hay Nadie Que Nos Pare“, španělskou verzi „Got Me Started“, na které hostoval Sebastian Yatra. Dne 8. prosince 2016 vydala videoklip k písní „Got Me Started“, 19. ledna 2017 pak i k písni „Ya No Hay Nadie Que Nos Pare“.. Zpěvaččin třetí singl „Si Tú Te Vas“ byl uveřejněn spolu s videoklipem 5. května 2017.
Dne 6. října 2016 Tini oznámila její první sólové koncertní turné Got Me Started Tour, jehož evropská větev začala 18. března 2017 v Madridu a skončilo 6. května 2017 ve Frankfurtu nad Mohanem. Turné pokračovalo latinskoamerickou větví, která začala 30. června 2017 v Buenos Aires, Argentina a skončilo 21. října 2017 v Córdoba, Argentina.
Na jaře 2017 účinkovala Tini ve dvou epizodách druhé série seriálu Soy Luna. V červnu 2017 hostovala na písni „Todo Es Posible“ španělského zpěváka Davida Bisbala k filmu Tadeo Jones: The Hero Returns. V červenci 2017 hostovala na anglické písni „It's A Lie“ skupiny The Vamps.

### 2017–2019:Quiero VolveraLa Voz... Argentina
V květnu 2017 začala pracovat na druhém sólovém albu, které mělo vyjít v roce 2018. Ve spolupráci s venezuelským zpěvákem Nacho vydala 13. října 2017 pilotní singl z alba „Te Quiero Más“. V prosinci 2017 hostovala v epizodě telenovely Las Estrellas, a nazpívala spolu s MAX remix písně „Lights Down Low“ pojmenovaný „Latin Mix“. 6. dubna 2018 vydala duet „Princesa“ s Karol G jako druhý singl z nadcházejícího alba. 22. června 2018 byla zveřejněna píseň „Consejo de Amor“ s hostující kolumbijskou folk-rockovou skupinou Morat jako třetí singl nadcházejícího alba. 26. července 2018 byl zveřejněn remix písně Álvaro Solera „La Cintura“, kde hostuje spolu s rapperem Flo Rida. 3. srpna 2018 zveřejnila duet se Sebastianem Yatrou „Quiero Volver“ jako čtvrtý singl. 31. srpna 2018 vyšel remix singlu „Lo Malo“ od Aitana a Ana Guerra, na kterém se podílela. 2. listopadu 2018 vyšla píseň „Por Que Te Vas“ ve spolupráci s Cali a El Dandee jako pátý singl alba. Stejný měsíc hostovala spolu s Chelcee Grimes a Jhay Cortez v písni „Wild“ z debutového alba Blue od DJ Jonas Blue, která se stala singlem v únoru 2019.
6. září 2018 zpěvačka ohlásila turné Quiero Volver Tour, které mělo začít 1. prosince 2018 v Buenos Aires, ale začalo až 13. prosince.
V srpnu 2018 bylo oznámeno, že se stane jednou z porotkyň pěvecké soutěže La Voz... Argentina, argentinské verze talentové soutěže The Voice (v ČR známé jako Hlas Česko Slovenska). Stoessel také dabovala španělskou verzi animovaného komediálního filmu UglyDolls, který vyšel v květnu 2019.

### 2019–2020:Tini Tini Tini

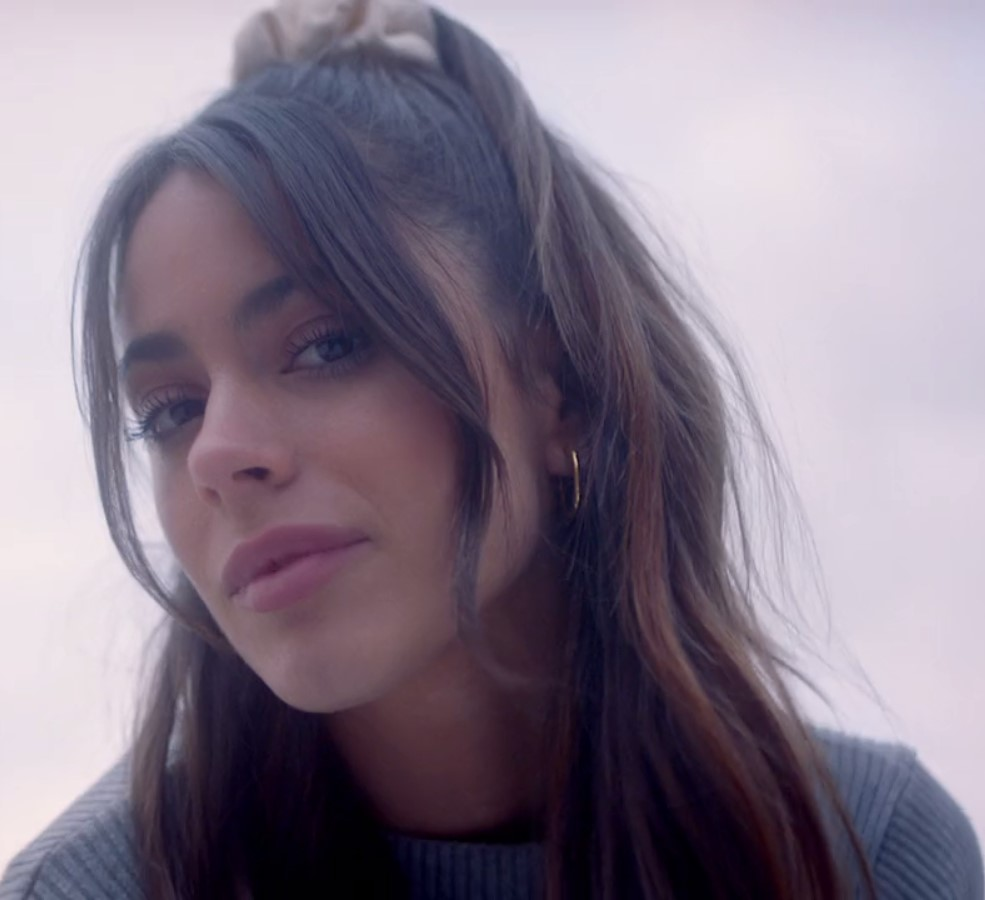
Tini na natáčení reklamy pro značku šperků od „PANDORA“

Píseň ve spolupráci s Greeicy pojmenovaná „22“ vyšla 3. května 2019 jako první singl z připravovaného třetího alba. Píseň se umístila na 8. příčce v argentinském žebříčku, čímž se stala zpěvaččiným prvním singlem umístěným v první desítce. 21. května 2019 Sebastián Yatra vydal videoklip k singlu „Cristina“, na kterém se Tini podílela. 14. června 2019 Tini hostovala v písni „Sad Song“ od švédského DJ Alesso. Jako druhý singl byla zveřejněna píseň „Suéltate El Pelo“ vydaná 26. července 2019. Tini 6. září 2019 vydala ve spolupráci s kolumbijským zpěvákem Lalo Ebratt třetí singl z alba pojmenovaný „Fresa“. Singl se umístil na 10. pozici v argentinském žebříčku a stal se tak druhým zpěvaččiným singlem, který se umístil v top desítce. 11. října zveřejnila duet „Oye“ se zpěvákem Sebastianem Yatrou jako další singl jejího alba. Pátý singl „Recuerdo“ vyšel 10. ledna 2020 s hostujícím venezuelským duem Mau y Ricky. Šestý singl „Ya No Me Llames“ vyšel 25. března 2020 s hostujícím zpěvákem Ovy the Drums. Sedmý singl „Bésame (I Need You)“ vyšel 5. června 2020 s hostujícími zpěváky Reik a R3HAB. Její osmý singl „Ella Dice“ vyšel 16. července 2020 s hostujícím zpěvákem KHEA. Dne 25. září 2020 vyšel její další singl „Duele“ s hostujícím zpěvákem Johnem C. Na konci října 2020 vyšel její poslední singl z následujícího třetího alba „Un Beso en Madrid“ s hostujícím zpěvákem Alejandrem Sanzem. Dne 16. listopadu 2020 Tini oznámila, že její třetí album Tini Tini Tini bude vydáno 3. prosince 2020.  V den vydání alba vydala Tini skladbu „Te Olvidaré“.  Dne 6. prosince 2020 vystoupila na živém koncertu s názvem "Tini Tini Tini Live", kde zpívala různé písně ze svého třetího alba.
V květnu 2019 bylo oznámeno, že se Tini stane porotkyní v talentové show Pequeños Gigantes Argentina. V květnu 2020 vydala ve spolupráci s YouTube dvoudílný dokument s názvem "Tini Quiero Volver Tour", ve kterém ukazuje zákulisí a koncertní záběry z turné Quiero Volver Tour.

### 2021–2022: TINI Tour
V březnu 2021 TINI prozradila, že podepsala smlouvu se Sony Music Latin. Dne 29. dubna 2021 vyšla píseň „Miénteme“, na které spolupracovala s argentinskou zpěvačkou María Becerra. Píseň se umístila na prvním místě v žebříčku Argentina Hot 100 a stala se singlem číslo jedna v její kariéře. Píseň také dosáhla vrcholu v Billboard Global 200 a Global Excl. USA , díky čemuž se TINI a Maria Becerra stali jedinými argentinskými umělci, kteří se objevili na Global 200. 21. června 2021 vyšla spolupráce mezi Tini, rapperem Duki a hudebním duem MYA—remix písně „2:50“ od MYA. Remix vyvrcholil na třetím místě Argentina Hot 100. Dne 1. července 2021 vydala Lola Indigo singl „La Niña de la Escuela“, na které se Tini podílela společně s další zpěvačkou Belindou. Další písní vycházející 19. srpna 2021 je „Maldita Foto“ s hostujícím zpěvákem Manuelem Turizo. Dne 1. října 2021 vyšla píseň „Tú no me conoces“ od Danny Ocean, na které Tini spolupracovala. Dne 11. listopadu vychází singl „Bar“ s hostujícím zpěvákem L-Gante. Následující den oznámila své třetí hlavní koncertní turné Tini Tour 2022.
Dne 26. listopadu 2021 vyšel soundtrack k novému animovanému filmu Koati, na kterém se Tini podílela s písničkou „Vueltas en Tu Mente“. Dne 29. listopadu 2021 v rozhovoru pro Glamour Mexico oznámila, že její čtvrté album vyjde v roce 2022 a že experimentovala s novými hudebními žánry a spolupracovala na něm s několika umělci. Dne 10. prosince 2021 vyšel singl „Aquí Estoy“ jako součást její druhé spolupráce s Pantene.
Během ledna a února 2022 vystupovala Tini na hudebních festivalech v Argentině, Chile a Bolívii, které se konaly před oficiálním zahájením Tini Tour 2022. Dne 5. května 2022 vyšel singl „La Triple T“. Dne 30. května 2022 vyšlo EP album Christiny Aguilery, na kterém se TINI podílela s písničkou „Suéltame“. 19. května vyšel její další singl „Carne y Hueso“ a následující den zahájila své koncertní turné Tini Tour 2022 v Buenos Aires v Argentině v Hipódromo de Palermo aréně.
6. července 2022 vydala Tini píseň „La Loto“, spolupracovanou s Becky G a Anittou. V září 2022 vyšel další singl „El Último Beso“ s hostujícím zpěvákem Tiago PZK.
K výročí 10. let od prvního dílu Violetty se natočil speciál Solo Amor y mil Canciones s Tini a ostatními herci ze seriálu, který měl premiéru 8. prosince 2022 na Disney+.

### 2023–současnost: Cupido a Un mechón de pelo
Dne 12. ledna 2023 vydala píseň „Muñecas“ s hostujícími zpěváky La Joaqui a Steve Aoki. V únoru 2023 vyšlo její čtvrté album s názvem „Cupido“. V listopadu vyšel singl „La_Original.mp3“, kterou nazpívala s Emilii. Za „Cupido“ získala 22. února 2024 svou první cenu „Premio Lo Nuestro“ v kategorii album roku. V prosinci 2024 vyšel její singl "El cielo". V srpnu 2025 vydala singl „De Papel“.

## Filmografie
| Rok           | Název                      | Role                     |                               |
| ------------- | -------------------------- | ------------------------ | ----------------------------- |
| 2013          | Univerzita pro příšerky    | Carrie Williams          | Hlasový dabing v italštině    |
| 2014          | Violetta: Koncert          | Violetta Castillo        | Koncertní film                |
| 2015          | Violetta – Cesta na vrchol | Violetta Castillo        | Televizní film; dokumentární  |
| 2016          | Tini: Violettina proměna   | Violetta Castillo / Tini |                               |
| 2019          | UglyDolls                  | Moxy                     | Hlasový dabing ve španělštině |
| bude oznámeno | The Diary                  | bude oznámeno            |                               |

| Rok       | Název                     | Role                 | Poznámky                      |
| --------- | ------------------------- | -------------------- | ----------------------------- |
| 2007      | Patito Feo                | Martina / mladá Anna | 1. série                      |
| 2012–2015 | Violetta                  | Violetta Castillo    | Hlavní role                   |
| 2017      | Soy Luna                  | Tini                 | Host                          |
| 2017      | Las Estrellas             | Tini                 | Host                          |
| 2018      | La Voz... Argentina       | Porotce              | 2. série                      |
| 2019      | Pequeňos Gigantez         | Porotce              |                               |
| 2020      | Tini: Quiero Volver Tour  | Tini                 | Dokumentární serie na YouTube |
| 2022      | Solo Amor y mil Canciones | Tini                 |                               |
| 2025      | Quebranto                 | Miranda Sanguinetti  | seriál na Disney+ / 6 epizod  |

## Diskografie

#### Alba
- Tini (Martina Stoessel) (2016)
- Quiero Volver (2018)
- Tini Tini Tini (2020)
- Cupido (2023)
- Un mechón de pelo (2024)

## Turné

#### S Violettou
- Violetta en Vivo (2013–2014)
- Violetta Live (2015)

#### Sama
- Got Me Started Tour (2017–2018)
- Quiero Volver Tour (2018–2020)
- TINI Tour (2022 - 2023)

## Ocenění a nominace
| Rok  | Ocenění                       | Kategorie                                  | Výsledek  |
| ---- | ----------------------------- | ------------------------------------------ | --------- |
| 2012 | Kids' Choice Awards Argentina | Žena – Nováček                             | vítězství |
| 2013 | Kids' Choice Awards Argentina | Oblíbená televizní herečka                 | nominace  |
| 2013 | Kids' Choice Awards           | Oblíbený latinský umělec                   | nominace  |
| 2013 | cena Martína Fierra           | Žena – Nováček                             | vítězství |
| 2014 | Kids' Choice Awards Colombia  | Žena – Nováček                             | vítězství |
| 2016 | MTV Europe Music Awards       | Nejlepší herecký akt jihu Latinské Ameriky | nominace  |
| 2024 | Premio Lo Nuestro             | album roku                                 | vítězství |